# Mille Petrozza
Miland "Mille" Petrozza (Essen, Njemačka, 18. prosinca 1967.) njemački je gitarist i pjevač. Najbolje je znan kao vokalist i ritam gitarist njemačkog thrash metal sastava Kreator.
Jürgen "Ventor" Reil i Petrozza jedini su prvobitni članovi Kreatora, no Petrozza je jedini član sastava koji se pojavljuje na svakom albumu sastava.
Petrozza je s Tomasom Lindbergom pjevao pjesmu "Dirty Coloured Knife" na istoimenom albumu izraelskog metal sastava Nail Within.
Godine 1994. svirao je gitaru za metal sastav Voodoocult s najvećim metal glazbenicima kao što su Dave Lombardo iz Slayera i Chuck Schuldiner iz Deatha.
Također se pojavljuje na albumu metal sastava Edguy Hellfire Club iz 2004. godine, u kojoj je bio glavni vokalist na prvoj pjesmi "Mysteria", koja je bonus skladba na albumu.
Petrozza je vegan.
Petrozza također posjeduje veliku i vrlo vrijednu kolekciju klasičnih i električnih gitara.

## Diskografija
Kreator
- Endless Pain (1985.)
- Pleasure to Kill (1986.)
- Terrible Certainty (1987.)
- Extreme Aggression (1989.)
- Coma of Souls (1990.)
- Renewal (1992.)
- Cause for Conflict (1995.)
- Outcast (1997.)
- Endorama (1999.)
- Violent Revolution (2001.)
- Enemy of God (2005.)
- Hordes of Chaos (2009.)
- Phantom Antichrist (2012.)
- Gods of Violence (2017.)
- Hate über alles (2022.)

Voodoocult
- Jesus Killing Machine (1994.)

Lacrimosa
- Revolution (2012.)